# Шумська міська рада
Шу́мська міська́ ра́да — адміністративно-територіальна одиниця та орган місцевого самоврядування в Тернопільській області. Адміністративний центр — місто Шумськ.

## Загальні відомості
- Шумська міська рада утворена в 1999 році.
- Територія ради: 632,4 км² (станом на 1 січня 2021 року)
- Населення ради: 24763 чол. (станом на 1 січня 2022 року)

## Населені пункти
Міській раді підпорядковані населені пункти:
- м. Шумськ
- Села: Андрушівка, Кутянка, Переморівка, Руська Гута, Боложівка, Бриків, Коновиця, Биківці, Жолобки, Залісці, Забара, В. Іловиця, М. Іловиця, Антонівці, Кордишів, Круголець, Мирове, Літовище, Сошище, Онишківці, Потуторів, Рохманів, Залужжя, Обич, Соснівка, Бірки, Стіжок, Сураж, Ходаки, Тилявка, Одерадівка, Башківці, Угорськ, Шумбар, Новостав, Васьківці, Кути, Малі Садки, Вілія, Новосілка, Тетильківці, Людвище, Цеценівка

## Склад ради
Рада складається з 26 депутатів та голови.
- Голова ради: Боярський Вадим Андрійович
- Секретар ради: Габор Сергій Іванович

### Міські голови попередніх скликань
| Прізвище, ім'я, по батькові | Основні відомості                                 | Дата обрання | Дата звільнення |
| --------------------------- | ------------------------------------------------- | ------------ | --------------- |
| Плетюк Володимир Євгенович  | Міський голова, 1973 року народження, освіта вища | 26.03.2006   | 26.11.2020      |
| Боярський Вадим Андрійович  | Міський голова, 1968 року народження, освіта вища | 25.10.2020   |                 |

Примітка: таблиця складена за даними сайту Верховної Ради України

### Депутати
За результатами місцевих виборів 2020 року депутатами ради стали:
| Прізвища, ім’я, по батькові депутата | Назва місцевої організації політичної партії, від якої обрано депутата               |
| Атаманчук Сергій Вікторович          | Тернопільська обласна організація Всеукраїнське об’єднання «Батьківщина»             |
| Бабій Ольга Павлівна                 | Тернопільська обласна організація Всеукраїнське об’єднання «Батьківщина»             |
| Бойчун Анатолій Іванович             | Тернопільська Обласна організація Політичної парії «Довіра»                          |
| Буздиган Дмитро Павлович             | Тернопільська Обласна організація Політичної Партії «Слуга народу»                   |
| Габор Серій Іванович                 | Тернопільська обласна організація Всеукраїнське об’єднання «Свобода»                 |
| Данильчук Михайло Петрович           | Тернопільська обласна організація політичної партії «ЗА МАЙБУТНЄ»                    |
| Дмитрук Любов Володимирівна          | Тернопільська територіальна організація «Радикальна Партія Олега Ляшка»              |
| Доптун Наталія Михайлівна            | Тернопільська територіальна організація Політичної партії «Європейська солідарність» |
| Драчук Надія Тимофіївна              | Тернопільська територіальна організація «Радикальна Партія Олега Ляшка»              |
| Зелінська Світлана Самоїлівна        | Тернопільська територіальна організація «Радикальна Партія Олега Ляшка»              |
| Івашенюк Григорій Степанович         | Тернопільська Обласна організація Політичної Партії «Слуга народу»                   |
| Каніщев Володимир Миколайович        | Тернопільська територіальна організація Політичної партії «Європейська солідарність» |
| Кодьман Оксана Петрівна              | Тернопільська обласна організація Всеукраїнське об’єднання «Свобода»                 |
| Кухарський Сергій Петрович           | Тернопільська Обласна організація Політичної Партії «Слуга народу»                   |
| Левченко Ірина Олегівна              | Тернопільська Обласна організація Політичної парії «Довіра»                          |
| Лірський Сергій Дем’янович           | Тернопільська обласна організація політичної партії «ЗА МАЙБУТНЄ»                    |
| Панчук Іван Миколайович              | Тернопільська територіальна організація Політичної партії «Європейська солідарність» |
| Петрук Сергій Миколайович            | Тернопільська територіальна організація Політичної партії «Європейська солідарність» |
| Сімчук Орест Васильович              | Тернопільська Обласна організація Політичної Партії «Слуга народу»                   |
| Скибіцька Світлана Анатоліївна       | Тернопільська обласна організація політичної партії «ЗА МАЙБУТНЄ»                    |
| Скібіцкий Юрій Володимирович         | Тернопільська обласна організація політичної партії «ЗА МАЙБУТНЄ»                    |
| Товканюк Неля Миколаївна             | Тернопільська обласна організація Всеукраїнське об’єднання «Батьківщина»             |
| Фаб’янчук Петро Володимирович        | Тернопільська обласна організація Всеукраїнське об’єднання «Свобода»                 |
| Чорнобай Світлана Олексіївна         | Тернопільська Обласна організація Політичної Партії «Слуга народу»                   |
| Шарак Наталія Миколаївна             | Тернопільська територіальна організація Політичної партії «Європейська солідарність» |
| Янюк Ростислав Іванович              | Тернопільська Обласна організація Політичної Партії «Слуга народу»                   |